# Alchemilla flabellata
Alchemilla flabellata es una especie de planta del género Alchemilla, perteneciente a la familia Rosaceae.

## Taxonomía
Alchemilla flabellata fue descrita por Robert Buser en 1892.

## Distribución
Se encuentra en el territorio de Europa.